# Pattinaggio di figura ai II Giochi olimpici invernali - Pattinaggio di figura a coppie
La competizione del pattinaggio di figura a coppie dei II Giochi olimpici invernali si è svolta il giorno 16 febbraio allo Stadio Olimpico del ghiaccio di Sankt Moritz.

## Risultati
| Pos.    | Concorrente                            | Nazione        | Giudici       | Giudici   | Giudici    | Giudici    | Giudici    | Giudici    | Giudici    | Giudici    | Giudici    | Giudici    | Totali      |
| Pos.    | Concorrente                            | Nazione        |               | Giudice 1 | Giudice 2  | Giudice 3  | Giudice 4  | Giudice 5  | Giudice 6  | Giudice 7  | Giudice 8  | Giudice 9  | Totali      |
| ------- | -------------------------------------- | -------------- | ------------- | --------- | ---------- | ---------- | ---------- | ---------- | ---------- | ---------- | ---------- | ---------- | ----------- |
| Oro     | Andrée Joly Pierre Brunet              | Francia        | Nota Ordinali | 9,50 4,0  | 11,25 1,00 | 12,00 1,00 | 11,50 1,00 | 10,75 2,00 | 10,75 1,00 | 11,25 2,00 | 12,00 1,00 | 11,50 1,00 | 100,50 14,0 |
| Argento | Lilly Scholz Otto Kaiser               | Austria        | Nota Ordinali | 10,25 3,0 | 11,00 2,00 | 11,25 2,00 | 11,25 2,00 | 11,00 1,00 | 10,25 2,00 | 11,25 1,00 | 11,75 2,00 | 11,25 2,00 | 99,25 17,0  |
| Bronzo  | Melitta Brunner Ludwig Wrede           | Austria        | Nota Ordinali | 10,75 2,0 | 10,00 4,00 | 10,50 3,00 | 10,25 5,00 | 10,50 3,00 | 9,75 3,00  | 10,50 3,00 | 10,25 3,00 | 10,75 3,00 | 93,25 29,0  |
| 4       | Beatrix Loughran Sherwin Badger        | Stati Uniti    | Nota Ordinali | 11,25 1,0 | 7,75 9,00  | 10,00 5,00 | 10,75 3,00 | 9,25 5,00  | 9,75 4,00  | 9,75 5,00  | 9,00 7,00  | 10,50 4,00 | 88,00 43,0  |
| 5       | Ludowika Jakobsson Walter Jakobsson    | Finlandia      | Nota Ordinali | 7,75 7,0  | 10,25 3,00 | 9,50 7,00  | 10,00 6,00 | 9,00 7,00  | 9,00 6,00  | 9,50 6,00  | 10,00 4,00 | 9,00 5,00  | 84,00 51,0  |
| 6       | Josy Van Leberghe Robert Van Zeebroeck | Belgio         | Nota Ordinali | 8,75 6,0  | 8,00 7,00  | 10,25 4,00 | 10,50 4,00 | 9,25 6,00  | 8,75 7,00  | 9,25 7,00  | 10,00 5,00 | 8,25 8,00  | 83,00 54,0  |
| 7       | Ethel Muckelt John Page                | Gran Bretagna  | Nota Ordinali | 7,25 8,5  | 8,25 6,00  | 9,25 8,00  | 8,50 8,00  | 8,75 8,00  | 9,00 5,00  | 10,25 4,00 | 9,00 8,00  | 8,75 6,00  | 79,00 61,5  |
| 8       | Ilse Kishauer Ernst Gaste              | Germania       | Nota Ordinali | 8,75 5,0  | 9,00 5,00  | 9,75 6,00  | 8,00 9,00  | 9,50 4,00  | 8,00 9,00  | 8,00       | 9,25 6,00  | 5,50 11,00 | 75,75 63,0  |
| 9       | Theresa Weld Nathaniel Niles           | Stati Uniti    | Nota Ordinali | 7,25 7,5  | 7,75 8,00  | 7,75 12,00 | 10,00 7,00 | 8,50 9,00  | 8,25 8,00  | 4,50 12,00 | 6,50 9,00  | 8,50 7,00  | 69,00 79,5  |
| 10      | Maude Smith Jack Eastwood              | Canada         | Nota Ordinali | 6,25 13,0 | 7,50 10,00 | 8,25 10,00 | 8,25 9,00  | 7,75 13,00 | 7,75 10,00 | 7,50 10,00 | 6,00 11,50 | 8,00 9,00  | 67,25 95,5  |
| 11      | Elvira Barbey Louis Barbey             | Svizzera       | Nota Ordinali | 6,50 11,5 | 6,50 12,00 | 8,50 9,00  | 7,75 13,00 | 8,25 10,00 | 7,25 11,00 | 7,50 9,00  | 6,00 11,50 | 6,50 10,00 | 64,75 97,0  |
| 12      | Libuše Veselá Vojtěch Veselý           | Cecoslovacchia | Nota Ordinali | 6,50 10,0 | 6,50 11,00 | 7,00 13,00 | 7,75 12,00 | 8,00 11,00 | 6,00 12,00 | 7,00 11,00 | 6,00 10,00 | 5,25 12,00 | 60,00 102,0 |
| 13      | Kathleen Lovett Proctor Burman         | Gran Bretagna  | Nota Ordinali | 6,50 11,5 | 6,25 13,00 | 8,00 11,00 | 8,00 11,00 | 8,00 12,00 | 5,75 13,00 | 4,50 13,00 | 5,75 13,00 | 5,00 13,00 | 57,75 110,5 |